# Opsyra chalceola
Opsyra chalceola är en fjärilsart som beskrevs av George Francis Hampson 1902. Opsyra chalceola ingår i släktet Opsyra och familjen nattflyn. Inga underarter finns listade i Catalogue of Life.